# The Superjesus
The Superjesus es un grupo musical australiano de rock alternativo y posgrunge formado en 1994 en Adelaida, Australia Meridional.
Sus singles más conocidos son Shut My Eyes, Secret Agent Man, Down Again y Gravity.

## Historia
La banda se formó a finales de 1994 por Sarah McLeod (vocalista y cantautora), Chris Tennent (guitarra), Paul Berryman (batería) y Stuart Rudd (bajista). Tennent fue profesor de guitarra de McLeod y artista veterano al haber actuado con varios grupos desde los años 80. No obstante, debutaron en el festival Big Day Out bajo el nombre de "Hell's Kitchen". Según las palabras de Berryman respecto al nombre, declaró que "en los años 90 era frecuente encontrarse con grupos que utilizan tal nombre, por ejemplo: The Jesus and Mary Chain, The Jesus Lizard, Jesus Jones e incluso singles como Jesus Built My Hotrod. Hay diversos Jesús en el mundo de la música".
En 1996 grabaron su EP de debut: Eight Step Rail, el cual estuvo dos meses en el  lugar del chart del Australian Independent. En 1997 fueron premiados con dos Premios ARIA al Mejor Grupo Musical y Mejor Single de Debut por Shut My Eyes.
Un año después Chris Tennent abandonaría el grupo de manera temporal siendo reemplazado por el neozelandés Aaron Tokona, procedente del grupo Weta, el cual dejaría la banda poco después.
En abril de 1997 viajaron a Estados Unidos para producir el que sería su primer álbum Sumo. En 1998 firmaron contrato con Warner Australia y el trabajo fue un éxito de ventas a nivel nacional e internacional (en Estados Unidos). En 2000 y 2003 publicaron Jet Age y Rock Music respectivamente.
El final de los 90 e inicios de la década del 2000 supuso un "vaivén" en las filas del grupo: Tennent anunció en 1999 su marcha definitiva siendo sustituido por Tim Henwood hasta 2002 para proseguir su carrera con The Androids y Rogue Traders. Patch Brown fue el tercer sustituto en pocos años, sin embargo, las diferencias con la banda le llevaron a abandonar el grupo siendo sustituido por Jason Slack.
En junio de 2004 terminaron su contrato con Warner Music Australia y The Superjesus quedó disuelta durante un tiempo en el cual los miembros siguieron su carrera en solitario. En 2005 McLeod grabó su primer álbum en solitario: Beauty Was a Tiger.
En 2012 McLeod anunció en una entrevista a la cadena de radio MMM de Adelaida y en su Facebook un posible reencuentro para primeros de febrero de 2013. En marzo los integrantes del grupo anunciaron sus planes de actuar en el Stone Music Festival en abril compartiendo cartel con Van Halen y Aerosmith.

## Discografía
| Fecha           | Álbum      | Observaciones                           |
| --------------- | ---------- | --------------------------------------- |
| Febrero de 1998 | Sumo       | Álbum de debut Disco de Oro             |
| Junio de 1998   | Sumo       | Edición estadounidense                  |
| Octubre de 1998 | Sumo II    | Enhanced CD                             |
| Octubre de 2000 | Jet Age    | Disco de oro Puesto 32 en el Chart ARIA |
| Octubre de 2001 | Jet Age    | Reedición Incluye concierto en vivo     |
| Mayo de 2003    | Rock Music | Puesto 14 en el Chart ARIA              |
| Febrero de 2004 | Rock Music | Reedición                               |